# Fränkisches Reich
Das Fränkische Reich oder Frankenreich, das vom 5. bis ins 9. Jahrhundert bestand und sich im Wesentlichen aus dem römischen Gallien und angrenzenden rechtsrheinisch-germanischen Siedlungsgebieten gebildet hatte, war der bedeutendste Nachfolgestaat des 476 untergegangenen Weströmischen Reiches und die historisch wichtigste Reichsbildung in Europa seit der Antike.
Das Reich der Franken entstand während der Völkerwanderungszeit. Nach dem Untergang des Weströmischen Reiches in der Spätantike stieg es im Frühmittelalter unter den Dynastien der Merowinger und der Karolinger in drei Jahrhunderten zu einer Großmacht auf, die weite Teile West-, Mittel- und Südeuropas beherrschte. Als Hausmeier der merowingischen Könige übten die Karolinger bereits seit dem späten 7. Jahrhundert die tatsächliche politische Macht aus, bevor sie im Jahr 751 selbst die Königswürde übernahmen. Den Höhepunkt seiner Macht und Ausdehnung erreichte das Frankenreich unter der Herrschaft Karls des Großen (768–814). Nachdem es im 9. Jahrhundert geteilt worden war, entwickelte sich aus der östlichen Reichshälfte das Heilige Römische Reich und aus der westlichen das spätere Königreich Frankreich. Der moderne Staat Frankreich ist nach dem Fränkischen Reich benannt.

Die Expansion des Frankenreichs von 481 bis 814

## Merowingisches Frankenreich

Gallien im Jahr 481, kurz vor Chlodwigs Herrschaftsantritt; sein Machtbereich umfasste anfangs nur einen Teil der fränkischen Gebiete

Seit dem 4. Jahrhundert siedelten auf dem Gebiet des Römischen Reiches germanische Gruppen als Foederaten. Bei ihnen handelte es sich um Krieger, die unter eigenen Anführern im Dienste der Kaiser kämpften und dafür Anspruch auf Versorgung durch den römischen Staat hatten. Am nordöstlichen Ende Galliens siedelten dabei die Franken, die als Franci in römischen Quellen das erste Mal in den 50er Jahren des 3. Jahrhunderts erwähnt werden und seit dem späten 4. Jahrhundert als foederati für die Verteidigung der Rheingrenze gegen Plünderer zuständig waren. Umstritten ist, wie und wann sich aus diesen meist germanischen Söldnern im Laufe der Zeit ein Volk mit eigener Identität ausbildete (siehe Ethnogenese).
Die Erstnennung des Stammes bzw. Verbandes der Salfranken findet sich beim römischen Historiker Ammianus Marcellinus, welcher vom Kampf des römischen Caesar (Unterkaisers) Julian gegen die Franken im Jahr 358 berichtete:
„Nach diesen Vorbereitungen wandte er sich zunächst gegen jene Franken, die man gewöhnlich als Salier bezeichnet; sie hatten sich vor längerer Zeit erfrecht, auf römischem Boden in Toxandrien ihren Wohnsitz zu nehmen.“
Nachdem Gallien spätestens seit dem Tod des machtbewussten Heermeisters Aëtius 454 der weströmischen Kontrolle mehr und mehr entglitten war, füllten die Franken das Machtvakuum nach dem Untergang des Weströmischen Reiches (um 476) und vergrößerten eigenmächtig ihr Gebiet, ähnlich wie die Westgoten im Süden. Im Norden Galliens hatte sich ein römisches Restreich unter dem römischen Kommandeur Syagrius, dem Sohn des Heermeisters Aegidius, im Gebiet um Soissons halten können, welches vom Rest des Imperiums abgeschnitten war (seit 464, siehe auch Paulus). Mit den Gallo-Römern möglicherweise verbündet, eventuell aber auch in Konkurrenz zu ihnen stehend, war der salfränkische rex Childerich von Tournai.
486/87 besiegte Childerichs Sohn Chlodwig I. Syagrius, eroberte dessen Herrschaftsgebiet und übernahm das Kommando über die verbliebenen römischen Truppen. Dadurch verschob sich die Grenze des merowingischen Machtbereiches bis an die Loire. Chlodwig, der vorher nur einer von mehreren fränkischen warlords war, nutzte danach die Chance, die übrigen Teilreiche zu beseitigen und ein germanisch-romanisches Reich zu gründen. Er beseitigte nacheinander unter anderem den rex Sigibert von Köln sowie Ragnachar und führte 496/506 erfolgreiche Kriege gegen die Alamannen. 507 schlug Chlodwig die Westgoten in der Schlacht von Vouillé (oder bei Voulon), nach der er sie fast ganz aus Gallien verdrängte.
Der Besitz jener römischen Grundherren, die während der fränkischen Eroberungskriege getötet oder vertrieben wurden, gelangte in den Besitz des Herrschers. Dadurch finanzierte Chlodwig seine weiteren Feldzüge und stärkte seine Macht. Er wurde nach und nach größter Grundbesitzer. Durch Landschenkungen brachte er andere Adlige in direkte Abhängigkeit, woraus sich nach Ansicht der älteren Forschung vielleicht das Lehnswesen entwickelte – eine heute allerdings sehr umstrittene Hypothese. Im Laufe der Zeit verwandelte sich die Stellung des fränkischen rex immer mehr in die eines regelrechten Königs.
Chlodwig, dem es um die Versorgung seiner Krieger gehen musste, übernahm, soweit möglich, den funktionsfähigen spätantiken römischen Verwaltungs- und Finanzapparat (dessen Kern vor allem im Süden die civitates waren). Dabei spielte die Macht der örtlichen Bischöfe, die oft Verwaltungsaufgaben in den civitates übernommen hatten, eine wichtige Rolle, so dass sich die Kirche zu einer weiteren Machtstütze des Herrschers entwickeln sollte, dem es gelang, die Bischöfe weitgehend unter seine Kontrolle zu bringen. Angeblich unter dem Einfluss der Burgunderin Chrodechild trat Chlodwig, der zuvor entweder Heide oder Arianer gewesen war, zum katholischen Christentum über. Mit seiner Taufe (vielleicht 496/98 oder 508; das Datum ist umstritten) sicherte er sich die Unterstützung durch die römischen Christen und bereitete so einem Miteinander von fränkischen Kriegern und gallorömischer Zivilbevölkerung den Weg. Um die Mitte des 6. Jahrhunderts ging dann die spätantike Übergangszeit in Gallien vorüber, das Frühmittelalter nahm langsam Gestalt an. Die lokalen Autoritäten (Grafen und Bischöfe) waren dazu bestimmt, Chlodwigs Anordnungen durchzusetzen. Daneben setzte Chlodwig 511 auf dem ersten fränkischen Reichskonzil einen maßgeblichen Einfluss fränkischer Könige auf die Bischofsinvestitur durch und versuchte, eine einheitliche kirchliche Gesetzgebung für das Frankenreich zu schaffen. Im frühen 6. Jahrhundert (nach 507) entstand mit der Lex Salica eine Sammlung des Rechts der Franken, das von der modernen Forschung allerdings nicht mehr auf altes germanisches Stammesrecht, sondern auf spätrömisches Soldatenrecht zurückgeführt wird.

## Aufstieg der Arnulfinger und Pippiniden

Wachsen und Vergehen des Fränkischen Reiches

Nach dem Tode Chlodwigs (511) wurde die Herrschaft nach dem Vorbild des spätrömischen Kaisertums (und nicht etwa, wie man früher glaubte, aufgrund germanischer Tradition) unter seinen vier Söhnen aufgeteilt. Allerdings konnte die formal nie aufgehobene Reichseinheit durch Chlodwigs Nachfolger immer wieder hergestellt werden (wobei vor allem Theudebert I. von Bedeutung ist, der eine expansive Politik in Italien betrieb). Tatsächlich gelang es von 558 bis 561 Chlothar I. die Einheit wiederherzustellen, er vererbte das Reich aber wiederum an seine vier zu diesem Zeitpunkt noch lebenden Söhne.
Ab spätestens 623 begann im östlichen Reichsteil, der nun als Austrasien bezeichnet wurde, eine Emanzipationsbewegung des Adels, die von Chlothar II. einen eigenen Unterkönig in Person seines Sohnes Dagobert I. verlangte. Dieser wurde der letzte bedeutende Merowingerkönig. Die wahre Macht lag aber fortan beim Hausmeier Aegas und der Witwe Dagoberts.
Die Hausmeier strebten nun auch nach der gesamten Macht im Reich. Ob die Merowingerkönige nach Dagobert allerdings durchgängig wirklich so schwach waren, wie es die späteren pro-karolingischen Quellen schildern, ist nicht eindeutig. In jüngerer Zeit äußern Historiker wie Ian N. Wood, Bernhard Jussen oder Johannes Fried zumindest vermehrt Zweifel an der Zuverlässigkeit der diesbezüglich parteiischen Berichte aus der Karolingerzeit.
Ein Intermezzo brachten die Jahre 657–662, in denen der Sohn des Hausmeiers Grimoald, der unter dem Namen Childebertus adoptivus in die Geschichte einging, von dem Merowinger Sigibert III. adoptiert wurde und in diesen Jahren auf dem Thron saß. In der Schlacht bei Tertry (687) schließlich besiegte der austrasische Hausmeier Pippin II. den rechtmäßigen Herrscher des fränkischen Gesamtreiches und schuf so die Voraussetzung für den weiteren Aufstieg der Arnulfinger und Pippiniden und später den der Karolinger. Pippin wagte es aber nach dem im Endeffekt missglückten „Staatsstreich“ Grimoalds noch nicht, sich selbst zum König zu erheben, weil das dynastische Denken zu stark ausgeprägt war, das in spätantiker Tradition nur einer einzigen Familie das Recht auf die Herrschaft zusprach.
714, nach dem Tode Pippins, entbrannten Machtkämpfe, in denen sich 719 sein unehelicher Sohn Karl Martell durchsetzte. Der für seine Härte und sein Durchsetzungsvermögen bekannte Karl stand vor schwierigen innen- und außenpolitischen Problemen. Immer wieder versuchten einige Führer der alten Reichsadelsgeschlechter im Frankenreich, sich gegen seine Herrschaft aufzulehnen. Einen Wendepunkt stellte das Jahr 732 dar. In der Schlacht bei Tours und Poitiers besiegte Karl, gemeinsam mit seinem ehemaligen Feind Eudo von Aquitanien und unterstützt von den Langobarden, die muslimischen Araber. Hierfür wurde er als Retter des Abendlandes gefeiert. Auch die Kämpfe gegen Friesen, Sachsen, Bajuwaren und Alamannen festigten seine Herrschaft. Daneben unterstützte er die Missionsarbeit des Bischofs Bonifatius in diesen Gebieten. Ab 737 herrschte er nach dem Tode des merowingischen Königs Theuderich IV. allein über das Frankenreich, wie schon sein Vater ohne Königstitel. Nach fränkischer Tradition teilte Karl Martell das Reich kurz vor seinem Tode unter seinen Söhnen Karlmann und Pippin III. auf.

## Frankenreich unter den Karolingern
Pippin III. wurde Alleinherrscher, nachdem sein Bruder Karlmann ins Kloster gegangen war. 751 setzte er nach Absprache mit Papst Zacharias den letzten merowingischen König, Childerich III., ab und ließ sich dann nach alttestamentlichem Vorbild zum König salben. Drei Jahre später salbte ihn Papst Stephan II. ein zweites Mal. Im Vertrag von Quierzy (754) versprach Pippin, das ehemalige oströmische Exarchat von Ravenna dem Papst als weltliche Herrschaft zu übertragen (Pippinische Schenkung); im Gegenzug legitimierte der Papst die Karolinger als Könige des Frankenreichs. Schon 755 erreichte den fränkischen König die Bitte, dem Vertrag nachzukommen. Bis zu seinem Tode führte Pippin zwei erfolgreiche Feldzüge gegen die Langobarden und schenkte dem Papst die eroberten Gebiete. Pippin III. gilt so als Begründer des Kirchenstaates. Bei seinem Tode 768 hinterließ er seinen Söhnen Karl und Karlmann ein Reich, das politisch wie wirtschaftlich im Aufbau begriffen war.
Kurze Zeit später (771) starb Karlmann, und Karl wurde dadurch Alleinherrscher. Durch den von seinem Vater geschlossenen Vertrag mit dem Papst war Karl diesem verpflichtet. Da die Langobarden die Schenkungen Pippins nicht anerkannten, führte Karl weiter gegen sie Krieg und eroberte ihr Reich im Jahre 774. Neben den Langobardenfeldzügen schritt die Missionierung im Osten voran. Besonders die Kriege gegen die Sachsen bestimmten die Politik Karls, bis sich 785  Widukind schließlich dem fränkischen König unterwarf. Die Sachsenkriege dauerten noch bis 804 fort (letzter Feldzug der Franken nach Nordelbien). 811 wurde die Eider als Grenze zwischen dem fränkischen und dem dänischen Reich festgelegt; damit war die Nordexpansion der Franken abgeschlossen.
Die zahlreichen Kriege bewirkten eine fortschreitende Feudalisierung, eine Stärkung der Reichen und einen Anstieg der feudalabhängigen Bauern. Im Ergebnis dieser Entwicklung wuchsen Besitz und Macht der Lehnsherren, insbesondere des Königs (und späteren Kaisers) und der Herzöge. Auch die Kirche konnte ihre Macht festigen. Karl konsolidierte die Staatsmacht nach außen durch die Errichtung von Grenzmarken. Diese waren Bollwerke für die Reichsverteidigung und Aufmarschgebiete für Angriffskriege. Zur Verwaltung setzte er Markgrafen ein, die mit besonderen Rechten ausgestattet waren, da die Marken nicht direkt Teil des Reiches waren und somit auch außerhalb der Reichsverfassung standen. In den Marken wurden Burgen errichtet und eine wehrhafte Bauernbevölkerung angesiedelt. Besonders wichtig waren hierbei die Marken im Osten des Reiches, die Awarenmark (siehe auch Marcha Orientalis) und die Mark Karantanien, aus denen später Österreich hervorging (siehe auch Ostarrîchi).
Zur Festigung seiner Herrschaft nach innen zentralisierte Karl die Königsherrschaft um 793 durch eine Verwaltungsreform. Die Königsherrschaft gründete sich auf den königlichen Hof, das Pfalzgericht und die Kanzlei. Im Reich verwalteten Grafen die Königsgüter (Pfalzen). Pfalz- und Markgrafen wurden durch Königsboten (missi dominici) kontrolliert und sprachen königliches Recht. Aachen wurde unter Karl zur Kaiserpfalz und zum Zentrum des Frankenreiches.
Den Höhepunkt seiner Macht erreichte Karl am 25. Dezember 800 mit der Krönung zum römischen Kaiser. Damit war das Frankenreich – neben dem Byzantinischen Kaiserreich und dem Kalifat der Abbasiden – nun endgültig eine anerkannte Großmacht.

## Niedergang des Frankenreichs
Nach 46-jähriger Herrschaft starb Karl 814 in Aachen. Ihm folgte sein Sohn Ludwig der Fromme auf den Kaiserthron. Dieser versuchte entgegen der fränkischen Tradition, welche die Aufteilung des Erbes vorsah und wie es auch Karl der Große in der Divisio Regnorum von 806 bestimmt hatte, die Reichseinheit zu wahren und erließ 817 ein Reichsteilungs- oder besser Reichseinheitsgesetz (Ordinatio imperii). Schließlich galt auch die Kaiserwürde als unteilbar. Deswegen bestimmte Ludwig seinen Sohn Lothar zum Mitkaiser. Das Gesetz sah vor, dass immer der älteste Sohn des Kaisers den Titel des römischen Kaisers erben sollte. Ludwig entschied sich für den Reichseinheitsgedanken, wenn auch unter kirchlichem Einfluss, der die Einheit des Reiches als Pendant zur Einheit der Kirche sah. Daher spielten die Bischöfe auch eine besondere politische Rolle: Sie stellten sich gegen die Söhne des Kaisers, die für die Aufteilung des Reiches waren. Seit 829 führten diese Spannungen zu militärischen Auseinandersetzungen zwischen dem Kaiser und seinen Söhnen.
Als Ludwig 840 starb, wurde Lothar I. zwar Kaiser, doch einigten sich die Söhne 843 im Vertrag von Verdun, das Frankenreich aufzuteilen. Später wurde das Reich durch die Prümer Teilung (855) und die Verträge von Meerssen (870) und Ribemont (880) weiter aufgeteilt. Die Reichseinheit wurde, außer kurzzeitig unter Karl III. (885–887), nicht wiederhergestellt. Die einzelnen Teile entwickelten unterschiedliche Sitten, Bräuche, Sprachen und wurden so zu eigenständigen Staaten. Einige Zeit darauf sprach man von einem West- und Ostfränkischen Reich, bis dieser Hinweis auf die gemeinsame Herkunft ein Jahrhundert später verschwand. Vom alten Frankenreich sollte nur der westliche Teil den Namen „Frankreich“ übernehmen. Das aus dem Ostfrankenreich entstehende Heilige Römische Reich, aus dem später Deutschland hervorging, führte die Tradition des römischen Kaisertums fort. Ein Herzogtum Franken konnte sich dort im Frühmittelalter nicht durchsetzen und wurde aufgeteilt. Jedoch hat der fränkische Name in der Region Franken, die jeweils einen kleinen oder größeren Teil der Länder Baden-Württemberg, Bayern, Thüringen und Hessen ausmacht, bis in die moderne Zeit überlebt, ebenso wie der Gebrauch des Wortes „Franken“ in einigen Dialektgruppen: Niederfränkisch, Mittelfränkisch, Rheinfränkisch, Südfränkisch und Ostfränkisch.

### Divisio Regnorum (806)
Das Testament Karls des Großen sah die Aufteilung unter seinen Söhnen Pippin, Ludwig dem Frommen und Karl dem Jüngeren vor. Da jedoch Pippin und Karl der Jüngere bereits 810 bzw. 811 und damit vor ihrem Vater verstarben, wurde dieser Plan aufgegeben und Ludwig stattdessen 813 zum Mitkaiser erhoben, der so nun nach dem Tod seines Vaters 814 im Besitz aller kaiserlichen Rechte seine Nachfolge antreten konnte.

### Vertrag von Verdun (843)

Die Gebietsaufteilung im Vertrag von Verdun 843

Die Aufteilung des Fränkischen Reichs ging auf den teils kriegerischen Erbfolgestreit zurück, den Kaiser Ludwig I., der Fromme, mit seinen Söhnen führte. Nach einer Palastrevolution und Gefangennahme wurde Kaiser Ludwig I. Anfang der 830er Jahre von seinen Söhnen entmachtet. Ab 831/832 verselbständigten die Söhne zunehmend ihre Herrschaftsbereiche im Reichsverband und beließen ihren Vater in der Funktion eines Titularkaisers. Drei Jahre nach dem Tod ihres Vaters leiteten Kaiser Lothar I., König Karl der Kahle und König Ludwig der Deutsche 843 im Vertrag von Verdun die Teilung und damit das Ende des Fränkischen Reiches ein; die Reichseinheit war nicht mehr zu gewährleisten und endete faktisch mit dem Vertrag von Verdun.
Durch die Teilung entstanden drei neue Reiche:
- das Westfrankenreich Karls des Kahlen, Ursprung des späteren Frankreich
- das Ostfrankenreich Ludwigs des Deutschen, Ursprung des späteren Heiligen Römischen Reiches (Deutscher Nation)
- das Lotharii Regnum („Mittelreich“) Lothars I., Ursprung des späteren Königreichs Burgund und Herzogtums Lothringen

### Prümer Teilung (855)
855 veranlasste Lothar I. in der Prümer Teilung die Aufteilung des Mittelreiches unter seinen Söhnen.

### Vertrag von Meerssen (870)

Die Gebietsaufteilung im Vertrag von Meerssen 870

Nach dem Tod der Söhne Lothars I. wurde das einstige Mittelreich unter Karl dem Kahlen und Ludwig dem Deutschen im Vertrag von Meerssen aufgeteilt.

### Vertrag von Ribemont (880)

Die Gebietsaufteilung im Vertrag von Verdun und Ribemont 879/880

Nach vergeblichen Versuchen Karls des Kahlen, das ganze Mittelreich zu erobern (→ Schlacht bei Andernach, 876), erhielt der ostfränkische König Ludwig III. durch den Vertrag von Ribemont die Westhälfte Lotharingiens. Damit war die Aufteilung des Frankenreiches vorläufig abgeschlossen, die Grenze zwischen dem West- und Ostteil blieb das ganze Mittelalter über nahezu unverändert.
Nach dem Tod der Könige Ludwig III. (882) und Karlmann (884) wurde der ostfränkische König Karl III. bis 888 noch letzter Kaiser des Gesamtreiches (außer Niederburgund).

## Lebensart im Frankenreich

### Bevölkerung
Im Frankenreich war der Großteil der Bevölkerung Bauern oder bäuerliches Gesinde. In vielen Gegenden gab es keine Städte, da Gallien bereits in der Antike zu den weniger stark urbanisierten Teilen des Imperium Romanum gezählt hatte. Vor allem im Süden bestanden aber verkleinerte römische Anlagen fort, die als Verwaltungsmittelpunkte von Civitates unter Bischöfen oder comites („Grafen“) weiter existierten. Im Süden des Frankenreichs stellten die Gallorömer die große Mehrheit der Bevölkerung, weshalb sich die germanischen Dialekte der fränkischen Kriegerschicht hier nie durchsetzten. Im Norden setzten sich hingegen fränkische Sprache und Lebensweise stärker durch. Hier war das Leben insgesamt primitiver als im Süden. Über dem niederen Volk befand sich eine dünne Schicht von Adligen, in der damaligen Zeit meist „die Großen“ genannt.
Die materielle Kultur war nach dem Zerfall der antiken Strukturen nun erheblich einfacher als in römischer Zeit, und anders als in der Kaiserzeit konnte nun auch nur noch ein Bruchteil der Menschen lesen und schreiben. Der Großteil der Menschen verbrachte sein ganzes Leben in demselben Dorf. Täglich wurde von Sonnenaufgang bis Sonnenuntergang gearbeitet, außer am Sonntag und an kirchlichen Festtagen, die jedoch viel häufiger waren als heutzutage und knapp ein Drittel des Jahres ausmachten. War man alt genug, heiratete man und bekam beinahe jährlich ein Kind; die meisten Kinder starben jung. Allgemein war die Lebenserwartung wesentlich niedriger als heute, mit 50 Jahren galt eine Bäuerin oder ein Bauer als Greis. Die meisten Menschen kannten außer ihrem Dorf nur den Weg zur nächsten Kirche und umliegende Ortschaften. Vom Geschehen in größerer Entfernung nahm der Großteil keine Notiz. Ein zusätzliches Hindernis war das Fehlen von befestigten Straßen außer denjenigen, die von den Römern angelegt worden waren. Arbeiten auf dem Land wurden von den Bauern in der gleichen Weise verrichtet, wie es einst ihre Väter vor ihnen taten.
Genaue Zahlen über die damalige Bevölkerung sind nicht bekannt, so dass die Historiker auf Schätzungen angewiesen sind. Diese ergaben eine ungefähre Anzahl von 2 Millionen Einwohnern im nördlichen, „deutsch“-sprachigen Teil des Frankenreichs. Für das gesamte Reich nimmt man eine durchschnittliche Bevölkerungsdichte von etwa acht Einwohnern pro Quadratkilometer an, für die fränkischen Sprachgebiete hingegen nur eine durchschnittliche Anzahl von vier bis fünf Einwohnern je Quadratkilometer.

### Landwirtschaft

#### Entstehung der Grundherrschaft
Die Krieger des fränkischen rex übernahmen nach dem Kollaps des weströmischen Reiches vielfach die Herrenhöfe gallorömischer Vorgänger, während andere Latifundien nicht den Besitzer wechselten. Wie die anschließende Transformation der spätrömischen Wirtschaft und Gesellschaft genau ablief, ist unklar; der Prozess war jedenfalls weitaus komplexer, als es die Forschung lange annahm. Details kennt man erst für die karolingische Zeit: Die Knechte und Mägde, die neben dem Herrenhof wohnten, kümmerten sich nun um das Land des Herren. Sie bekamen kein Geld, aber dafür Verpflegung und Unterkunft. Die Handwerker unter ihnen stellten die Kleidung und Waffen her und pflegten diese. Die Ärmeren wurden zu Heeresdienst gezwungen. Die anderen, die Abgaben leisten konnten, wurden nach Hause entlassen.
Die Bauern als der vorherrschende Teil der Landbevölkerung im Mittelalter wurden genau nach ihrem Rechtsstatus unterschieden. Es gab Freie, Halbfreie und Unfreie, später wurde noch zwischen Leibeigenen und Hörigen unterschieden. Auch die Adligen waren anfangs nur Großbauern mit besonders umfangreichem Besitz an Land, Allod genannt, und an Menschen. Über diese Angehörigen seines Hauses übte der Adlige ein weitreichendes Herrenrecht aus. Zum Haus zählten dabei in weiterem Sinne auch abhängige Familien. Eine ähnliche Stellung nahmen zuvor in der spätrömischen Gesellschaft die Großgrundbesitzer ein, denen ein umfangreicher Besitz an Latifundien gehörte, in dessen Zentrum ein luxuriöser Herrenhof stand, der von zahlreichen abhängigen Bauern bewirtschaftet wurde. Daneben gehörten noch Handwerker zu dessen Besitz, so dass man nahezu von Selbstversorgung ausgehen kann. Diese Bauern waren an ihr Stück Land gebunden und durften nicht wegziehen, um sich an einem anderen Ort einen anderen Herren oder gar einen anderen Beruf zu suchen. Aus diesen beiden Wurzeln entstand in einer langen Entwicklung die neue Gesellschaftsordnung der heutzutage so genannten Grundherrschaft im Frankenreich.
Die Grundherrschaft setzte sich im ganzen Reich durch. Sie breitete sich rasch auch in den Gebieten aus, die erst um 800 in fränkischen Besitz gelangten. Grundherren waren Adlige, Klöster, Bischöfe und der König, der damals der größte Grundeigentümer war. Die Bauern, die unter eine solche Herrschaft fielen, wirtschafteten den größten Teil der Zeit nicht selbstständig, sondern mussten gleichzeitig auf den Feldern des Eigentümers mithelfen. Die Grundherrschaft wurde zum „Grundbaustein“ des damaligen Gesellschaftsbaus und spätestens in karolingischer Zeit zum üblichen landwirtschaftlichen Betrieb, ähnlich wie heute der Bauernhof der übliche landwirtschaftliche Betrieb ist.

#### Grundherren
Die Grundherren waren in karolingischer Zeit alle Adligen (Bischöfe, Äbte). Der hörige Bauer des Mittelalters durfte ohne die Erlaubnis seines Grundherren nicht aus der Grundherrschaft ausscheiden. Die Hörigen mussten Dienste für ihren Herrn verrichten und ihm dabei regelmäßig Abgaben zahlen, meist in Form von Anteilen an der Ernte. Aber auch der Eigentümer hatte Pflichten, die es zu erfüllen galt. Er musste seinem Untergebenen „Schutz und Schirm“ bieten, das heißt ihn schützen und unterstützen, beispielsweise bei Krankheiten, einem Brand oder einer starken Missernte. Er musste ihn sowohl vor Angreifern verteidigen, als auch in seinem Namen Rache üben, falls er umgebracht werden sollte. Innerhalb seiner eigenen Grundherrschaft war er der Hüter des Friedens, so sprang er auch bei Streitereien als Vermittler und Richter ein und konnte im Streitfall den Friedensbrecher bestrafen.
Die Grundherrschaft gliederte sich dabei in verschiedene Bereiche. Es gab je nach Größe des Hofes eine Kirche, verschiedene Werkstätten (Lederwerkstatt, Schmiede, Wagnerei, Schneiderei, Tuchfärberei, Schuhmacher), eine Brauerei, eine Mühle und eine Kelterei. Dazu gab es natürlich eine Vielzahl von Feldern, von denen der Großteil den Hörigen zur Verfügung gestellt wurde. Ein Teil der Felder war jedoch noch im Besitz des Grundherrn. Und so gehörte es neben den Abgaben ebenfalls zu den Aufgaben der Bauern, täglich eine bestimmte Zeit auf diesen Feldern zu arbeiten, bevor sie sich um die Bestellung ihrer eigenen Flächen kümmern konnten.
Neben den Hörigen gab es auch das so genannte Gesinde. Mit diesem Begriff bezeichnet man die Knechte und Mägde des Grundherrn, deren einzige Aufgabe darin bestand, auf den Feldern ihres Eigentümers Frondienst zu leisten. Sie wohnten zumeist im Fronhof oder unmittelbar daneben.

#### Bauern
Neben den zahlenmäßig größten Schichten der Bevölkerung, dem hörigen Bauern und dem grundherrlichen Gesinde, gab es im Frankenreich noch zwei weitere bäuerliche Schichten: die Zinsbauern und die Königsfreien. Bei den Zinsbauern handelt es sich um solche Landwirte, die keiner Arbeit auf dem Fronhof oder dem Herrenacker verpflichtet waren, dem Grundherren jedoch eine bestimmte Abgabe zahlten, damit dieser sie vor allfälligen Gefahren schützt. Im Laufe der Zeit wurden sie den Hörigen langsam angepasst und gegen Ende des Frankenreichs (etwa um 900) unterschieden sie sich praktisch nicht mehr von ihnen.
Die Königsbauern waren Bauern, die außer dem König keinen Menschen über sich hatten. Meist gehörten sie dem fränkischen Stamm an. Sie waren zur Heerfolge verpflichtet, wenn der König seine Armee aufbot und dienten dort als Fußkrieger. Die Frankenkönige hatten seit dem Einbrechen der Franken in Gallien die Königsbauern zumeist auf herrenloses Land gesetzt. Karl der Große siedelte vor allem in Sachsen diese Bauern an, die er vermutlich aus den Hörigen der Königsgüter, über die er Grundherr war, hatte auswählen lassen. Sie sollten damit gleichzeitig die fränkische Herrschaft über Sachsen sichern.
Es kam nicht selten vor, dass Könige ein vormals an einen Königsfreien vergebenes Land wieder an eine neue Person verschenkten, beispielsweise als Landgeschenk an ein Kloster oder wenn sie einen Vasallen mit Grund ausstatten wollten. In diesem Fall wurde das Land mitsamt dem Königsfreien verschenkt. Dieser blieb zwar theoretisch gesehen ein freier Mann, war aber gleichzeitig seinem neuen Eigentümer untertan. Zuerst verlor er das Recht, von seinem Besitz wegzuziehen und wurde Schritt für Schritt zum Hörigen gemacht.
Es gab aber auch Fälle, in denen sich ein Königsfreier freiwillig einem Grundherren untertan machte. Dies konnte verschiedene Gründe haben: Verarmung und die Unfähigkeit, selber weiter zu wirtschaften, eine große Anzahl Schulden an einen Grundherren, die nicht mehr zurückgezahlt werden konnten oder weil er sich nicht mehr für das Heer aufbieten lassen wollte. Ohne dass es ein genaues Gesetz gab, bürgerte es sich mit der Zeit ein, dass hörige Bauern nicht mehr dazu verpflichtet waren, in Kriegen zu kämpfen.
Gegen Ende des Frühmittelalters wurde in den verschiedensten Gegenden Frankreichs und Deutschlands beschlossen, dass kein Landbewohner frei sein könne. Das heißt, jeder Bauer musste einen Grundherren über sich haben und gehörte damit entweder zum Gesinde eines Herrn oder zu dessen hörigen Bauern.

### Klöster im Frankenreich
Im Laufe der Jahrhunderte nahm die Anzahl der Klöster im Reich stark zu. Seit dem ersten Karolingerkönig und seit Bischof Bonifatius nahmen mehr und mehr solcher Einrichtungen die 530 verfasste Regel des heiligen Benedikt an. Benedikt von Nursia hatte hiermit das Zusammenleben und Verhalten der Mönche in seinem Kloster auf dem Montecassino bei Neapel festgelegt. Es wurde in der darauf folgenden Zeit zur Mustereinrichtung für das gesamte europäische Klosterwesen.
Mönche und Nonnen wurden hauptsächlich jene, die sich von der restlichen Welt mit ihren Freunden oder Bindungen zurückziehen wollten, um ihr Leben in den Dienst Gottes zu stellen. Es gab jedoch noch weitere Beweggründe für einen Eintritt, so wurden Klosterbrüder und -schwestern wirtschaftlich hinreichend versorgt. Fünfmal am Tag und zweimal in der Nacht versammelten sich die Mönche in ihrer Kirche zu Gebeten und zum Psalmensingen. Bei den Mahlzeiten las immer abwechselnd ein Mönch seinen Brüdern aus den Schriften von Heiligen vor. Aufgrund der drei Gelübde, die Mönche bei ihrem Eintritt ablegen mussten, durften sie weder eine Ehe führen noch Kinder haben. Sie sollten mittellos sein und waren dem jeweiligen Abt zu Gehorsam verpflichtet. Dies alles sollte dazu dienen, dass ein Mönch sein Leben nur auf Gott ausrichten konnte.
Da Untätigkeit als eine Sünde galt, schrieb das Reglement vor, dass die Mönche mehrere Stunden pro Tag arbeiten und mehrere Stunden lesen sollten. Alles, was man zum Leben brauchte, wurde in der Klosteranlage hergestellt. Ein Teil der Mönche verrichtete seine Arbeit auf den Feldern, ein Teil seine im Klostergarten. Wieder andere verrichteten ihren Dienst als Abschreiber, indem sie Pergamentschreiben oder Bücher aus den Klosterbibliotheken kopierten. Neben vorwiegend christlichen Schriften wurden auch Bücher „weltlicher“ Autoren übernommen, beispielsweise die Schriften von Titus Livius, Caesar und Vergil. Ab dem 6. Jahrhundert entstanden zusätzlich zu den Mönchsklöstern auch Frauenklöster für Nonnen. Nonnen verrichteten keine Feldarbeit, arbeiteten jedoch oftmals im Garten.
Im Frankenreich wurden Klöster vielfältig mit Ländereien beschenkt und konnten sich auf diese Weise zu reichen Grundherren entwickeln. Die großen Klöster beschäftigten unter anderem auch Knechte, die als Handwerker in gewissen Werkstätten arbeiteten. Von Adligen wurden die Klöster nicht selten auch als Versorgungsstätten für ihre Söhne und Töchter verwendet, die sie nicht hatten verheiraten können. Hier konnten sie zwar kein adeliges Leben führen, allerdings ohne wirtschaftliche Not leben. Überdies waren die einem Kloster vorstehenden Äbte und Äbtissinnen in vielen Fällen von adeliger Herkunft.
Siehe auch: Kloster, Klosteralltag (Zisterzienser)

### Stellung des Königs

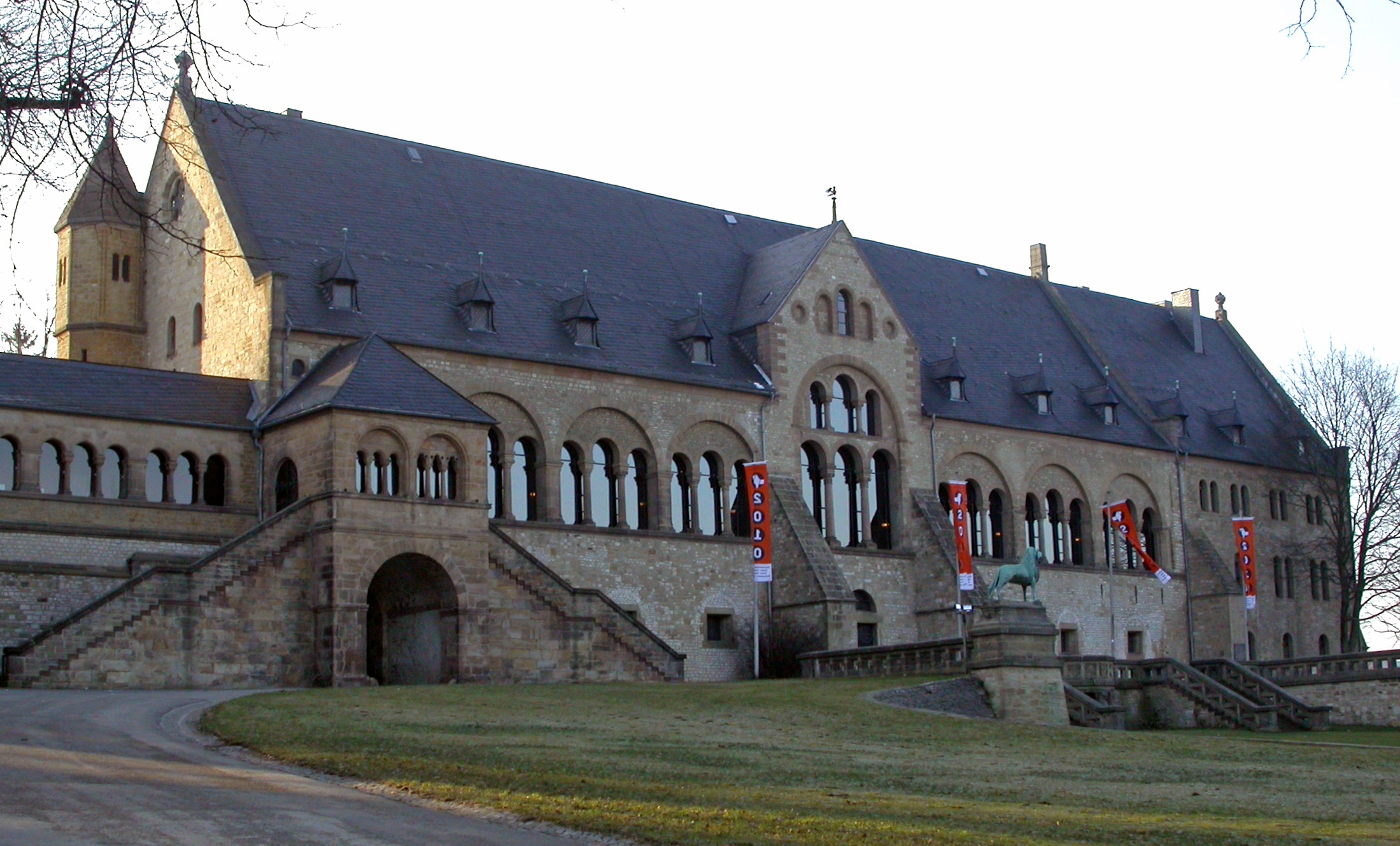
Kaiserpfalz Goslar, einer der Stützpunkte des Königs. Die Pfalz stammt allerdings erst aus dem 11. Jahrhundert und wurde von Saliern und Staufern genutzt.

Der König stand seit karolingischer Zeit nicht nur über den gewöhnlichen Bauern und den Adligen, sondern auch über den Äbten und Bischöfen in seinem Reich. Er war bei weitem der größte Grundherr im Land. In einer Vielzahl von Gebieten hatte er Adlige zu Grafen gemacht; mit diesem Titel führten sie dort die Aufsicht über die in der Nähe gelegenen Königsgüter und einzelne Fronhöfe, wirkten beim Heeresaufgebot mit und zogen die dem König zustehenden Abgaben aus dem Land (Grenz-, Schifffahrts- und Wegzölle, Münzenprägungs- und Marktabgaben) ein. In einigen seiner Gutshöfe ließ der König ab karolingischer Zeit größere, steinerne Gebäude errichten, die sogenannten Pfalzen (von lat. palatium, „Palast“). Alle Königsgüter hatten ihre Überschüsse an die nächstgelegene solche Einrichtung zu entrichten. Jeder Pfalz stand ein Pfalzgraf vor.
Der König hatte keine feste Hauptstadt, sondern zog mit seinem Hofgefolge von Pfalz zu Pfalz. Zum einen war sein Gefolge auf diese Weise leichter zu versorgen, zum anderen konnte er so Präsenz im Reich zeigen – da mit dem Ende des weströmischen Reiches auch die antike Infrastruktur und Verwaltung zerfallen waren, war dies unumgänglich, um Kontrolle auszuüben. Zum Gefolge zählten ein Kämmerer, dessen Aufgabe darin bestand, den Königsschatz und die Einkünfte des Königs zu verwalten, und der Marschall, der die berittenen Krieger der Königswache befehligte. Ein Geistlicher war ebenfalls anwesend und leitete die Kanzlei. Er las dem König die Briefe anderer Herrscher oder von Bischöfen vor, verfasste die Antwortschreiben und ließ durch die ihm unterstehenden Hofgeistlichen die Schenkungs- und andere königliche Urkunden verfassen. Der Herrscher selbst konnte nur in den wenigsten Fällen lesen und schreiben. Auch Karl der Große hatte dieses Problem: Anstelle seiner Unterschrift zeichnete er auf eine Urkunde oder ein Schreiben einen kleinen Strich und vervollständigte so sein Monogramm, um die Urkunde für gültig zu erklären.

### Allgemein
Monographien/Sammelbände
- The New Cambridge Medieval History. Verschiedene Hrsg. Bd. 1–2. Cambridge 1995ff. (mit mehreren Beiträgen zum Frankenreich).
- Bernhard Jussen: Die Franken. Geschichte, Gesellschaft, Kultur. Beck, München 2014, ISBN 978-3-406-66181-5.
- Reinhard Schneider: Das Frankenreich (= Oldenbourg Grundriss der Geschichte. Band 5). 4., überarbeitete und erweiterte Auflage. Oldenbourg, München 2001, ISBN 3-486-49694-8.

Artikel in Fachlexika
- Hans Hubert Anton, Josef Fleckenstein: Franken, Frankenreich – B. Allgemeine und politische Geschichte. Verfassungs- und Institutionengeschichte. In: Lexikon des Mittelalters. Bd. 4, 1989, Sp. 693–718.
- Hans Hubert Anton: Franken – III. Historisches §§ 17–22. In: Reallexikon der Germanischen Altertumskunde (RGA). 2. Auflage. Band 9, Walter de Gruyter, Berlin/New York 1995, ISBN 3-11-014642-8, S. 414–435.
- Knut Schäferdiek: Franken. In: Theologische Realenzyklopädie. Bd. 11, 1983, S. 330–335.
- Rudolf Schieffer: Fränkisches Reich. In: Handwörterbuch zur deutschen Rechtsgeschichte, 2. Auflage Bd. 1, 2008, 1672–1685.
- Rudolf Schieffer (Hrsg.): Beiträge zur Geschichte des Regnum Francorum. Referate beim Wissenschaftlichen Colloquium zum 75. Geburtstag von Eugen Ewig am 28. Mai 1988 (= Beihefte der Francia. Bd. 22). Thorbecke, Sigmaringen 1990, ISBN 3-7995-7322-4 (Online auf Perspectivia.net).

### Zu den Merowingern
Monographien/Sammelbände
- Michael Borgolte: Die Grafen Alemanniens in merowingischer und karolingischer Zeit. Eine Prosopographie (= Archäologie und Geschichte. Band 2). Thorbecke, Sigmaringen 1986, ISBN 3-7995-7351-8.
- Eugen Ewig: Die Merowinger und das Frankenreich. 6., aktualisierte Auflage. Kohlhammer, Stuttgart 2012, ISBN 978-3-17-022160-4.
- Eugen Ewig: Spätantikes und fränkisches Gallien. Gesammelte Schriften. 2 Bde. Artemis, München/Zürich 1976–79, ISBN 3-7608-4652-1.
- Franz Irsigler: Untersuchungen zur Geschichte des frühfränkischen Adels. Röhrscheid, Bonn 1969, 1981, ISBN 3-7928-0420-4.
- Patrick J. Geary: Die Merowinger. Europa vor Karl dem Großen. Beck, München 1996, 2004 (orig. Before France and Germany, 1988), ISBN 3-406-49426-9.
- Mischa Meier, Steffen Patzold (Hrsg.): Chlodwigs Welt. Organisation von Herrschaft um 500. Steiner, Stuttgart 2014, ISBN 978-3-515-10853-9.
- Laury Sarti: Perceiving War and the Military in Early Christian Gaul (ca. 400–700 A.D.) (= Brill’s Series on the Early Middle Ages, 22), Leiden/Boston 2013, ISBN 978-90-04-25618-7.
- Sebastian Scholz: Die Merowinger. Kohlhammer, Stuttgart 2015, ISBN 978-3-17-022507-7.
- Ian N. Wood: The Merovingian Kingdoms, 450–751. Longman, London 1994, 2000, ISBN 0-582-49372-2.
- Dieter Geuenich (Hrsg.): Die Franken und die Alemannen bis zur „Schlacht bei Zülpich“ (496/497) (= Reallexikon der Germanischen Altertumskunde. Ergänzungsbd 19.). de Gruyter, Berlin u. a. 1998, ISBN 3-11-015826-4.

Artikel in Fachlexika
- Hans Hubert Anton: Merowinger. In: Lexikon des Mittelalters. Bd. 6, 1993, Sp. 543–544.
- Ian Wood: Merowingerzeit § 2. Historisches. In: Reallexikon der Germanischen Altertumskunde, 2. Auflage Bd. 19, 2001, S. 587–593.

### Zu den Karolingern
Monographien/Sammelbände
- Jörg W. Busch: Die Herrschaften der Karolinger 714–911. Oldenbourg, München 2011, ISBN 978-3-486-55779-4.
- Peter Classen: Karl der Große, das Papsttum und Byzanz. Schwann, Düsseldorf 1968, Thorbecke, Sigmaringen 1988, ISBN 3-7995-5709-1.
- Dieter Hägermann: Karl der Große, Herrscher des Abendlandes. Propyläen-Verlag, Berlin 2000; List, München 2003, ISBN 3-548-60275-4.
- Pierre Riché: Die Welt der Karolinger. Übersetzt und herausgegeben von Cornelia und Ulf Dirlmeier. Reclam, Stuttgart 1981, 1999 (ND), ISBN 3-15-010463-7.
- Pierre Riché: Die Karolinger. Eine Familie formt Europa. Stuttgart 1987; ND 2003, ISBN 978-3-491-96096-1.
- Rudolf Schieffer: Die Karolinger. 5., aktualisierte Auflage. Kohlhammer, Stuttgart 2014, ISBN 978-3-17-023383-6.
- Heinhard Steiger: Die Ordnung der Welt. Eine Völkerrechtsgeschichte des karolingischen Zeitalters (741 bis 840). Böhlau, Köln u. a. 2010, ISBN 978-3-412-20418-1.
- Gunter G. Wolf (Hrsg.): Zum Kaisertum Karls d. Gr.: Beiträge und Aufsätze. Wissenschaftliche Buchgesellschaft, Darmstadt 1972, ISBN 3-534-04549-1.

Artikel in Fachlexika
- Thomas Zotz, Karolinger. In: Lexikon des Mittelalters. Bd. 5, 1991, Sp. 1008–1014.
- Rudolf Schieffer: Karl der Große § 1. Historisches; Karolinger und Karolingerzeit § 1. Karolinger. In: Reallexikon der Germanischen Altertumskunde. 2. Auflage Bd. 16, 2000, S. 587–593.